# PokerStars

Logo

PokerStars est une entreprise de poker en ligne ayant son siège à Ta' Xbiex à Malte.
PokerStars détient des licences dans tous les pays où le jeu en ligne bénéficie d’une régulation : France, Belgique, Italie, Espagne, Portugal, Danemark, Estonie, Allemagne, Bulgarie, République Tchèque, Royaume-Uni, New-Jersey (USA), Roumanie, Suède.
Dans les pays où il n'y a pas de régulation sur le poker en ligne PokerStars.com est la salle de poker en ligne la plus fréquentée au monde. En France PokerStars.fr détient environ 40 % de parts de marché. Dans le monde, PokerStars détient environ 66 % de parts de marché (chiffres datant de 2011).

## Histoire
Lancé en septembre 2001, PokerStars était à la base une entreprise costaricienne appartenant en majorité à la famille Scheinberg. L'entreprise a par la suite déménagé à l'île de Man (sous dépendance britannique). 
Depuis juillet 2010, le poker en ligne est légal en France. Les résidents français ne peuvent plus jouer sur PokerStars.com. La room PokerStars.fr ayant obtenu sa licence pour le poker en ligne auprès de l'ARJEL, les joueurs français peuvent désormais jouer dessus en argent réel. PokerStars obtient l’agrément 0006-PO-2010-06-25. Alexis Laipsker est le porte parole de PokerStars pour la France.
Le 26 avril 2011, PokerStars lance son application mobile en France. Elle est disponible gratuitement pour iPhone, iPad et Android. En mars 2012, PokerStars lance le Zoom poker, variante basée sur le Rush Poker de Full Tilt Poker qui permet de jouer beaucoup plus de mains à la minute, un joueur ayant jeté une main à la défausse changeant directement de table afin d'en recevoir une nouvelle.
En juin 2014, Amaya Gaming annonce l'acquisition de l'entreprise Oldford Group, propriétaire de PokerStars et de Full Tilt Poker, pour 4,9 milliards de dollars,.

## Joueurs professionnels et ambassadeurs

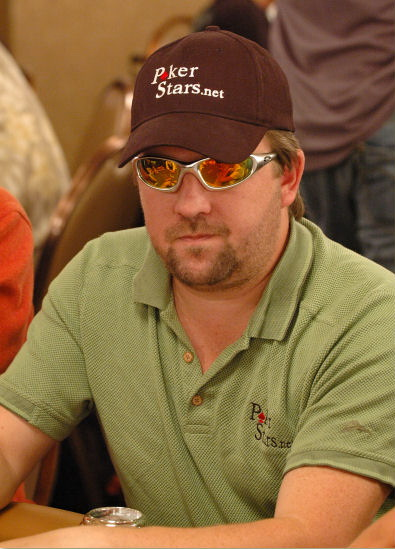
Chris Moneymaker, joueur dont le sponsring par PokerStars est visible sur son polo et sa casquette

Liste des joueurs sponsorisés par PokerStars (passé ou présent) : Bertrand Grospellier, Luca Pagano, Steve Paul-Ambrose, Vanessa Rousso, Victor Ramdin, Noah Boeken, Andre Akkari, Chad Brown, Victoria Coren, William Thorson, Marcin Horecki, Ylon Schwartz, Dennis Phillips, Juan Carlos Alvarado, Johnny Lodden, Leo Fernandez, Maridu Mayrinck, Ivan Demidov, Marcel Luske, Barry Greenstein, Chris Moneymaker, Joe Hachem, Humberto Brenes, Daniel Negreanu, Gavin Griffin, Dario Minieri, Alex Kravchenko, Joe Cada, Alexandre Gomes, Jason Mercier, Bill Chen, Tom McEvoy, Gualter Salles, Darus Suharto, Thomas Bichon, Julien Brecard et Jonathan Duhamel.
En 2010, lors de l’ouverture du marché, PokerStars.fr était représenté par des sportifs comme Sébastien Chabal et Gaël Monfils. Et à l'étranger par Boris Becker, Gianluigi Buffon, Mats Sundin et Fatima Moreira de Melo.
Plus tard elle recrute des stars du sport telles que Rafael Nadal et Ronaldo.
Des publicités ont été diffusées avec ces derniers.
Puis, plus récemment, ce sont les stars du football Cristiano Ronaldo et Neymar qui ont été signés.
En 2015, Rémi Gaillard a signé pour faire de la publicité pour le groupe sur les réseaux sociaux.
Les vainqueurs d’émissions de télé bénéficient d’un contrat professionnel et intègrent l’équipe des « TV Stars ».

## Émissions de télévisions
PokerStars sponsorise de nombreuses émissions de télévisions :
À l'étranger :
- 2 Months 2 Millions,
- Million dollar cash game,
- The Big Game,
- The Poker Star,
- Million Dollar Challenge,
- Shark Cage.

En France, plusieurs programmes sponsorisés par PokerStars ont également vu le jour :
- La Maison du bluff (6 saisons) sur NRJ12 ;
- Poker Mission Caraïbes sur NRJ12, puis AB1 et enfin sur ATV.
- Direct Poker (8 saisons) sur D8 ;
- L'European Poker Tour sur M6, NRJ12, Eurosport, RTL9, Ma Chaine Sport, Lucky Jack ;
- Les France Poker Series sur Ma Chaine Sport ;
- Le Big Game sur M6 puis NRJ12 ;
- Tribune Poker sur Ma Chaine Sport ;
- Poker Le Duel (4 saisons) sur NRJ12 ;
- Stars Of Poker sur Canal+.
- Spin & Go Poker Show sur NRJ12
- Obectif 100 000 € sur NRJ12.

PokerStars propose une webTV appelée PokerStars Live qui diffuse les programmes télé sponsorisés. PokerStars Live assure également la couverture des tournois live nationaux comme les France Poker Series, mais aussi les commentaires en direct des tables finales de l’EPT ou de grands événements en ligne.

## Tournois Live et Online
PokerStars sponsorise des tournois de poker live dans le monde entier :
- l'European Poker Tour (EPT),
- l'Asia Pacific Poker Tour (APPT),
- le Latin American Poker Tour (LAPT),
- le France Poker Series (FPS),
- l'Australia New Zealand Poker Tour (ANZPT),
- l'Italian Poker Tour (IPT),
- l'Estrellas Poker Tour (ESPT),
- l'Eureka Poker Tour.

PokerStars a également sponsorisé le North American Poker Tour (NAPT) avant son interruption en 2011, consécutive au Black Friday.
Le PokerStars Caribbean Adventure (PCA) est le deuxième plus gros tournoi de poker au monde, et le plus gros en dehors de Las Vegas. Il est intégré au programme de l’European Poker Tour, bien que situé dans les Caraïbes. Le PCA accueille également la World Cup Of Poker.
En 2011, PokerStars organise le plus gros tournoi en ligne au monde, avec 12 423 200 $ de dotation. Le 16 juin 2013, PokerStars organise le plus grand tournoi de poker en ligne jamais lancé ; il attire 225 000 joueurs.
En France, PokerStars est détenteur de tous les records d'affluence et d'argent redistribué :
- SCOOP (1,4 million d'euros)
- FCOOP (1,4 million d'euros)
- Sunday Million (1,2 million d'euros)
- Le Record de France (22 107 joueurs)[13].